# اسحاق هوفی
اسحاق هوفی (انگلیسی: Yitzhak Hofi؛ ۲۵ ژانویه ۱۹۲۷ – ۱۵ سپتامبر ۲۰۱۴) سیاستمدار، مدیر اجرایی و سپهبد نیروهای دفاعی اسرائیل بود، که در فاصله سال‌های ۱۹۷۴ تا ۱۹۸۲ به‌عنوان رئیس موساد فعالیت می‌کرد و از ۳ آوریل تا ۱۶ آوریل ۱۹۷۴ سرپرست رئیس ستاد کل نیروهای مسلح اسرائیل بود.
هوفی فعالیت نظامی را از سال ۱۹۴۴ در هگانا آغاز کرد، سپس به پالماخ پیوست و پس از شکل‌گیری نیروهای دفاعی اسرائیل، فعالیت در این سازمان را ادامه داد. وی از ۱۹۷۲ تا ۱۹۷۴ فرماندهی شمالی اسرائیل را برعهده داشت و از ۱۹۸۲ تا ۱۹۹۰ مدیرعامل شرکت برق اسرائیل بود.